# Inhibitor karbonske anhidraze
Inhibitori karbonske anhidraze su klasa lekova koji inhibiraju aktivnost karbonatne dehidrataze. Oni se klinički koriste kao antiglaukomni agensi, diuretici, antiepileptici, u manadžmentu visinske bolesti, gastričnih i dvanaestopalačnih čireva, neuroloških poremećaja, ili osteoporoze.

## Tipovi
Acetazolamid je inhibitor karbonatne dehidrataze. On se koristi za glaukom, epilepsiju (retko), idiopatsku intrakranijalnu hipertenziju, i visinsku bolest. On deluje kao blag diuretik putem redukovanja reapsorpcije NaCl i bikarbonata u proksimalnoj tubuli. Međutim, distalni segment parcijalno kompenzuje za gubitak natrijuma, i bikarbonaturija proizvodi metaboličku acidozu, dalje redukujući efekat.
Brinzolamid (Azopt, Alcon Laboratories, Inc.) je inihibitor karbonatne anhidraze koji se koristi za snižavanje intraokularnog pritiska kod pacijenata sa glaukomom otvorenog ugla ili okularnom hipertenzijom. On se javlja u obliku više izoenzima, najaktivniji od kojih je karbonatna anhidraza II (CA-II). Kombinacija brinzolamida sa timololom je u prodaji pod imenom Azarga.
Metazolamid je takođe inhibitor karbonatne anhidraze. On ima duže poluvreme eliminacije od acetazolamida i u manjoj meri je asociran sa nuspojavama u bubrezima.

## Spoljašnje veze
- Carbonic+anhydrase+inhibitors на 